# Cryptodendrum adhaesivum
Cryptodendrum adhaesivum är en havsanemonart som beskrevs av Carl Benjamin Klunzinger 1877. Cryptodendrum adhaesivum ingår i släktet Cryptodendrum och familjen Thalassianthidae. Inga underarter finns listade i Catalogue of Life.

## Bildgalleri

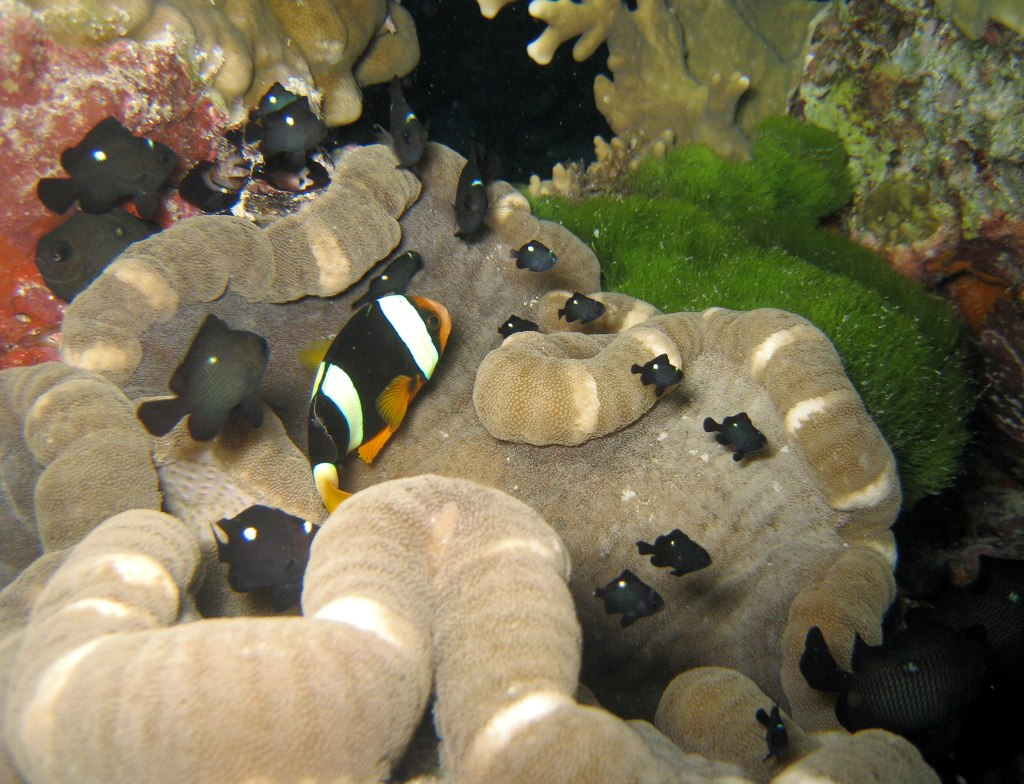
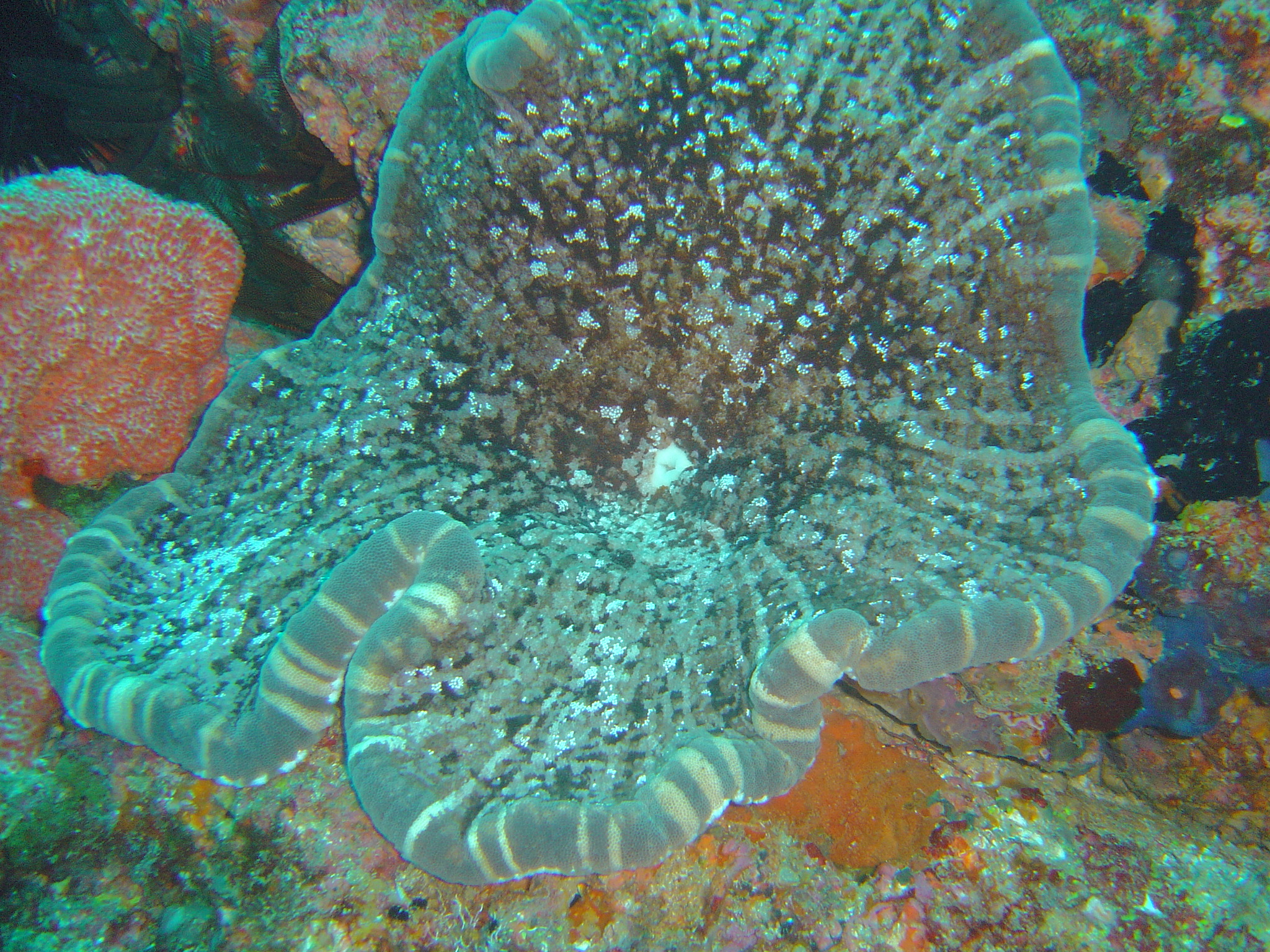
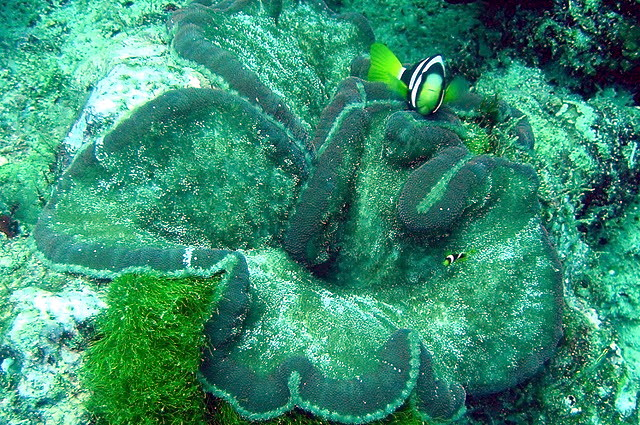